# Alois Bohdan Brixius
Alois Bohdan Brixius, po přestupu k islámu Hadži Mohamed Abdalláh Brikcius (30. září 1903, Wocheiner Feistritz – 19. února 1959, Praha), byl český cestovatel, orientalista, novinář a autor cestopisných knih. Konvertoval k islámu a byl jeho čelným představitelem v Československu; za svou činnost v době nacistické okupace byl po válce odsouzen k osmi letům vězení.

## Život

### Mládí a cesty
Narodil se v rodině praktického lékaře v dnešní slovinské obci Bohinjska Bistrica, která v té době byla součástí Rakousko-Uherska a nazývala se Wocheiner Feistritz. Po maturitě studoval v Paříži, vysokoškolská studia však nedokončil.
Ve dvacátých letech 20. století intenzivně cestoval. Jazykově byl pro cestování velmi dobře vybaven, ovládal arabštinu, turečtinu a amharštinu. Jeho zájem, pro který opustil civilní povolání úředníka a advokáta, ovlivnil orientalista a arabista Alois Musil (1868–1944). Brikcius podnikl čtyři cesty po Evropě, za řecko-turecké války (1919–1922) byl v Turecku, v roce 1924 v Sýrii. Mezi další státy a území, které navštívil, patří v Palestina, britský protektorát Aden, Libanon, Irák, britská Indie, historická oblast Balúčistán, Jemen, Saúdská Arábie, Zajordání. V Africe poznal Egypt a Habeš, Džibuti a Somálsko. Ze svých cest přispíval do českých periodik, zejména do geografického týdeníku Širým světem Stanislava Nikolaua.
Při pobytu v Džibuti v roce 1933 konvertoval k islámu a vykonal jako první Čech pouť do Mekky – hadždž. Tehdy také změnil jméno na Hadži Mohamed Abdalláh Brikcius.

### Činnost za První republiky
Ve třicátých letech 20. století se v Československu věnoval přednáškové činnosti, přednášel pod jménem Hadži Mohamed Abdallah Brikcius, vystupoval i v českém rozhlase.
Byl redaktorem časopisu Oasa, který vydával v letech 1933–1936 Klub přátel Orientu. Již v roce 1936 se stal členem Vlajky.

### Založení Muslimské obce
Dne 27. ledna 1935 byla v pražské kavárně Louvre založena Náboženská rada muslimská a Brikcius se stal jejím předsedou. S manželkou dali pro činnost MO k dispozici svůj byt. Roku 1937 začal vydávat i ústřední list Hlas Moslimské náboženské obce pro Československo. Po řadě jednání s československými orgány byla Muslimská obec uznána až protektorátními úřady v roce 1941; její povolení bylo po válce s ostatními protektorátními výnosy zrušeno.

### Za Protektorátu
Členem hnutí Vlajka byl Brikcius již od roku 1936. Do jeho stejnojmenného periodika přispíval od září 1939. Jednalo se nejprve pouze o články o útisku muslimů v muslimských zemích. Jako redaktor pro zahraničně-politické události, kterým se stal v lednu 1940, ale občas vybočil z tematiky, která mu byla vlastní; psal příspěvky oslavující Adolfa Hitlera či články protižidovské nebo protibenešovské. V březnu 1945 ho Emanuel Moravec jmenoval šéfredaktorem Korespondence, časopisu Ligy proti bolševismu.
Před zrušením Vlajky v roce 1942, kdy byl zástupcem šéfredaktora, obdržel za průkopnicko-publicistickou činnost Národní cenu. (Je však třeba uvést, že současně obdržely tuto cenu nekolaborující osobnosti z oblasti kultury jako spisovatel František Kožík, herečka Marie Glázrová, houslista Váša Příhoda, skladatel Václav Trojan, básník František Hrubín a další.)
V roce 1943 vydal v Českém slovu článek Beneš – nejpodlejší postava českých dějin.
Protižidovská a protizednářská byla jeho přednáška v rozhlase v roce 1942; před soudem v roce 1947 však prokázal, že nebyl jejím autorem.
Byl vyznamenán tzv. Svatováclavskou orlicí (I. stupně bez věnce). Byl důstojníkem Svatoplukových gard, což po válce tvořilo jeden z bodů jeho obžaloby. (Svatoplukovy gardy působily v letech 1939–1943, kdy se rozpadly. Jednalo se o fašistické jednotky, které měly být obdobou německých SA.)

### Po druhé světové válce – soud a vězení
Již v květnu 1945 byl spolu s dalšími novináři označen za kolaboranta, vyloučen ze Svazu českých novinářů a předán soudním orgánům. Odsouzen byl v květnu 1946. Během soudu se doznal k psaní kolaborantských článků, popíral však autorství rozhlasové přednášky o židech a zednářích, což se mu podařilo prokázat. Též se hájil tím, že proti židům nepsal z rasismu, ale z historických a palestinských důvodů. Podobně zdůvodňoval své psaní proti Spojencům tím, že poznal imperialistickou politiku Velké Británie. Odsouzen byl za propagaci nacismu a členství v důstojnickém sboru Svatoplukových gard na osm let vězení a ztrátu cti na deset let.

### Závěr života
Z vězení byl propuštěn roku 1953 a ujal se znovu vedení muslimské obce; od roku 1956 uvažoval o jejím právním obnovení (protektorátní uznání bylo po válce s ostatními protektorátními zákony a výnosy zrušeno). K obnovení ale došlo až v roce 1991.
Byl pohřben (pod jménem Mohamed Brikcius) na Olšanských hřbitovech v Praze (část 010, oddělení 9, hrob 200).

## Rodinný život
Alois Brikcius byl třikrát ženat. (O první manželce prozatím nedohledány informace.) Se svou druhou ženou Marií (islámské jméno Marjam Bint Alí) přijal v roce 1933 v Džibuti islám (sám přijal jméno Mohamed Abdalláh) a odcestovali na pouť do Mekky.
Dne 29. května 1936 se na Staroměstské radnici v Praze (civilní sňatek) potřetí oženil s Miladou Illingerovou. V poválečném procesu s Aloisem Brickiusem ho rodina jeho ženy (vystoupením švagrové dr. Městkové-Illingerové) aktivně hájila.
Dne 1. června 1937 vystoupila v rozhlasové stanici Praha I. Brikciova manželka pod muslimským jménem Aziza Illinger-Brickiusová v pořadu Moslimská žena v Orientě.

## Dílo (knižní vydání)

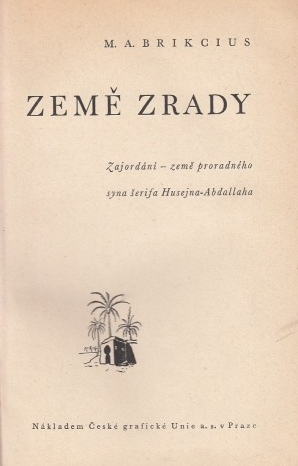
Země zrady, titulní strana, 1942

Svá díla vydával pod jménem Mohamad Abdallah-hadži Brikcius (nebo M. A. Brikcius):
- V záři půlměsíce, moje pout do Mekky a Mediny (V Praze, Klub přátel Orientu, 1934–1935)
- Napříč Kemalovým Tureckem (Cestovní reportáž, V Praze, Československá grafická Unie, 1935)
- Orient mlčí
  - Syrie pod francouzskou trikolorou – Orient mlčí I (V Praze, Československá grafická Unie, 1939)
  - Palestina, Svatá země krví zalitá – Orient mlčí II (V Praze, Československá grafická Unie, 1939, spr. 1938)
  - Země zrady – Orient mlčí III  (Redigoval prof. dr. St. Nikolau, V Praze, Česká grafická Unie, 1942)
  - Irak – země odplaty – Orient mlčí. IV (Praha, Česká grafická Unie, 1944)